# Сухие и мокрые
«Сухие и мокрые» (исп. Secos y Mojados) — фильм-пародия на латиноамериканские сериалы, снятый участниками трио «Секрет» и вышедший на экран в 1993 году.

## Сюжет
Место и время действия сериала — Парагвай, город Пуэрто-Касадо, 1979 год, сезон дождей.
Перед каждой серией выступает заслуженный парагваевед (прочие его титулы, а их много, даются в «бегущей строке» внизу) Кутерьма Иванович Заза.
В поисках работы Марио-неудачник приходит к дону Мартинесу («одному из двух оставшихся в живых после очередной революции донов»). Работы он не получил, зато встретил там подругу своего детства Терезу, которая работает у Мартинеса секретаршей. Они решают соединить свои судьбы и приходят к Терезе домой, где и любят друг друга под счастливое покашливание родителей Терезы — Кончиты и шефа полиции Санчеса. Когда Санчес заходит к детям в спальню пожелать им спокойной ночи, туда же врывается бандит Гомес, чтобы убить Марио, однако вместо него он убивает Санчеса.
Не в силах вынести потерю отца и полное отсутствие денег в доме, Тереза оставляет Марио и их шестерых детей. Гуляя в парке, Марио путает своих детей с чужими и забирает домой, как оказалось, отпрысков Лауры и Себастьяна-могильника, с которым она давно рассталась, так как не могла переносить его ужасный запах. Марио влюбляется в Лауру с первого взгляда, они объединяют детей и поселяются в доме Марио. В это время Марио ищет его мать, Роза-неудачница, а Гомес ищет своего пропавшего первенца по имени Марио.
Как оказалось, Санчес жив. Он устраивает засаду на кладбище, чтобы поймать Гомеса, который орудует где-то поблизости с бандой Себастьяна-могильника. Тереза возит ему еду три раза в день. К вдове Санчеса Кончите пристают два дона — Мартинес и Роберто, которые хотят связать свои жизни с её.

## В ролях
- Николай Фоменко — Кутерьма Иванович Заза, бандит Гомес, полицейский, Тереза, Лаура, дон Роберто
- Алексей Мурашов — шеф полиции Санчес, бандит Себастьян, полицейский, дон Мартинес, Роза-неудачница
- Андрей Заблудовский — Марио-неудачник, Кончита[2].

## Производство
Авторами сценария телесериала стали участники группы «Секрет», они же выступили в качестве актёров и продюсеров шоу. По словам Николая Фоменко, на производство 15 серий «Сухих и мокрых» было потрачено 30 миллионов рублей и чуть больше двух месяцев работы.
Хотя герои сериала говорят по-испански, Фоменко пояснил: «Всё сыграно по-русски на самом деле. Потом нам пришлось стереть русский звук и наложить испанский. Другие актёры накладывали, а сверху ещё перевод гнусавый».
На съёмках сериала Алексея Мурашова едва не задушил удав, а Николаю Фоменко, сыгравшему сразу две женские роли, намертво приклеили накладные ногти, которые потом удаляли с помощью растворителя. Предполагалось также, что в фильме будет сниматься слон, но он издох незадолго до съёмок. Вообще в фильме было задействовано много животных — помимо удава, были ещё варан, обезьяны, дикобразы, попугаи и другие.

## Аллюзии и цитаты
В сюжете фигурирует большое количество цитат из культовых советских фильмов — «Бриллиантовая рука», «Операция «Ы» и другие приключения Шурика», «Неуловимые мстители», «Белое солнце пустыни».

## Критика
Нелестно отозвался о сериале «Сухие и мокрые», пародирующем мыльные оперы, писатель Дмитрий Быков, по мнению которого «смотреть его совсем не так смешно, как „Просто Марию“».